# Krakel Spektakel Skivan
Krakel Spektakel Skivan är ett musikalbum med Krakel Spektakel och Kusin Vitamin. Albumet lanserades på LP-skiva 1965, samt på CD 1999. Det kom även som nyutgåva 2003.
Texterna är författade av Lennart Hellsing och musiken av Knut Brodin.

## Medverkande
- Krakel Spektakel: Lars Ekborg
- Kusin Vitamin: Yvonne Lombard
- Berättare: Åke Ohberg
- Sångröster: Lars Lennartsson och Astrid Söderbaum
- Musik: Erik Johnssons orkester

## Låtlista
1. Krakel Spektakel
2. Tre Små Rädisor
3. Herr Gurka
4. Ticke Tack
5. Pant Pantalång
6. Det Var Så Roligt
7. Rulla Rulla Kula
8. Tre Vita Hönor
9. Opsis Kalopsis
10. Kringel Krångel
11. Sipa Lipa Lakritspipa
12. Bulleribock
13. Summa Sumarum
14. Nick Ticko Tinn
15. Sjömansgossen
16. Lappricka Pappricka
17. Bara På Skoj
18. Maskeradbalen
19. Filip Glad I Filipstad
20. Maria Nyckelpiga
21. Hej Sa Petronella
22. Trollkarlen I Indialand
23. Dinkeli Dunkeli Doja
24. Sju Harlekiner
25. Om Jag Blev Kung
26. Gammelmor På Möja
27. Den Långa Ormen
28. Häxan Trickel Tråckel
29. Den Lilla Valpen
30. Hoppa Hoppa Långbock
31. Där Bortom Skogens Rand
32. Där Uppe I Gardinerna
33. Lilla Grå Kråkan
34. Tre Vita Små Råttor
35. En Dag När Göken Gol
36. Hund Och Katt Och Råtta
37. Klipp Klipp Säger Saxen
38. Skräddarvisan
39. Resevisan
40. Pannkaksmåne
41. Snälla Söta Sockerbeta
42. Traska Till Aska
43. Näppelunda Ouvertyr
44. Krakel Spektakel Växer Upp